# Martin Loizillon

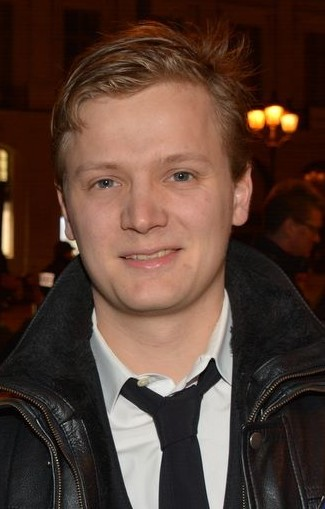
Martin Loizillon (César 2016)

Martin Loizillon (* 1989 in Paris) ist ein französischer Schauspieler.

## Leben
Martin Loizillon nahm bereits im Alter von zehn Jahren Schauspielunterricht am Théâtre du Petit Monde bei Nicolas Rigas. In Chicago studierte er 2004 Schauspiel bei der Steppenwolf Theatre Company. Ab 2008 studierte er am Conservatoire national supérieur d’art dramatique bei Philippe Torreton.
Sein Leinwanddebüt gab er 2009 in dem von Hubert Gillet inszenierten Drama Dans tes bras. Er spielte an der Seite von Michèle Laroque und Lola Naymark die Hauptrolle des Louis, eines adoptierten Jungen, der auf der Suche nach seiner leiblichen Mutter ist. Seitdem war er in mehreren Film- und Fernsehprojekten, darunter Das Meer am Morgen, Die wilde Zeit und Jacques – Entdecker der Ozeane zu sehen.

## Filmografie
- 2009: Dans tes bras
- 2010: Die Geheimnisse von Lissabon (Mistérios de Lisboa)
- 2011: Das Meer am Morgen (La Mer à l’aube)
- 2012: Die wilde Zeit (Après mai)
- 2012: Mademoiselle Populaire (Populaire)
- 2013–2017: Un Village Français – Überleben unter deutscher Besatzung (Un village français, Fernsehserie, 33 Folgen)
- 2014: Fever
- 2015: La tête haute
- 2016: Jacques – Entdecker der Ozeane (L’odyssée)
- 2017: Frühes Versprechen (La promesse de l'aube)